# Glenosema
Glenosema (лат.) — род ос-бетилид из семейства Bethylidae (Scleroderminae, Chrysidoidea). Африка, Евразия, Австралия и Северная Америка. Около 30 видов.

## Описание
Мелкие осы. Длина тела около 3 мм. Голова, грудь и брюшко гладкие и блестящие, общая окраска от желтовато-оранжевой до тёмно-коричневой и чёрной. Жгутик усика 11-члениковый. Самцы крылатые, самки разные (макроптерные, брахиптерные, микроптерные). Мандибулы с пятью дистальными зубцами у самцов (♂) или с семью у самок (♀). Верхний край жвал зубчатый у самок (♀), с несколькими исключениями. Затылочный киль полный. Нотаули отсутствуют. Прапсидальные полосы отсутствуют только у микро- и брахиптерных форм. Тегулы развиты. Передние крылья макроптерных форм имеют три (C, R, 1Cu) или две замкнутые ячейки (R и 1Cu), 2r-rs&Rs всегда развита, трубчатая, длинная.

## Систематика
Род был впервые описан в 1905 году французским энтомологом Жан-Жаком Киффером (Jean-Jacques Kieffer; 1857—1925). Glenosema отличается от прочих родов подсемейства Scleroderminae морфологией мандибул. Многочисленные дистальные зубцы развиты у самок и самцов, у самок часто с зубчатым верхним краем. Половой диморфизм развит, и самцы крылатые, а самки могут быть разных форм от полнокрылых до короткокрылых и микроптерных. Сочетание самок и самцов только по морфологическим критериям практически невозможно. Полностью бескрылые формы не встречаются.
- Glenosema ahlukileyo Azevedo & van Noort, 2019
- Glenosema banzi Azevedo & van Noort, 2019
- Glenosema bubanzi Azevedo & van Noort, 2019
- Glenosema bifoveatus (Kieffer, 1906)
- Glenosema chiangmaiensis Terayama, 1996[5]
- Glenosema citripes (Dodd, 1924)
- Glenosema crandalli Evans, 1964
- Glenosema deki Azevedo & van Noort, 2019
- Glenosema denteatum Lanes & Azevedo, 2008[4]
- Glenosema dispersum Krombein, 1996[6]
- Glenosema doiinthanonensis Terayama, 1996[5]
- Glenosema durum Barbosa, Kawada & Azevedo, 2017[7]
- Glenosema ebazileyo Azevedo & van Noort, 2019
- Glenosema elevatum Lanes & Azevedo, 2008[4]
- Glenosema icephe Azevedo & van Noort, 2019
- Glenosema levis (Kieffer, 1911)
- Glenosema lingana Azevedo & van Noort, 2019
- Glenosema merceti (Kieffer, 1906)
- Glenosema minum Barbosa, Kawada & Azevedo, 2017[7]
- Glenosema mxinwa Azevedo & van Noort, 2019
- Glenosema nigrum Kieffer, 1906
- Glenosema niloticum (Kieffer, 1921)
- Glenosema occitanica Tussac, 2005[8].
- Glenosema paulae Barbosa, Kawada & Azevedo, 2017[7]
- Glenosema pedestris Kieffer, 1906
- Glenosema qaqambile Azevedo & van Noort, 2019
- Glenosema satiae Barbosa, Kawada & Azevedo, 2017[7]
- Glenosema siamensis Terayama, 1996[5]
- Glenosema splendidum Krombein, 1996[6]
- Glenosema tyaba Azevedo & van Noort, 2019
- Glenosema tyheli Azevedo & van Noort, 2019
- Glenosema umphanda Azevedo & van Noort, 2019
- Glenosema uphahla Azevedo & van Noort, 2019